# Сань-го чжи
Сань го чжи (кит. трад. 三國志, упр. 三国志, пиньинь sānguózhì) «Записи о Трёх царствах» — официальные исторические хроники периода Троецарствия, охватывающие период с 189 по 280 гг. Многие эпизоды хроники составили сюжетную канву для средневекового романа «Троецарствие».
Составлены в конце III века наньчунским историком Чэнь Шоу (233—297), который описывает события с точки зрения империи Цзинь. В V веке суйский историк Пэй Сунчжи снабдил записи Чэнь Шоу ценными примечаниями. Для японской историографии большой интерес представляет та часть «Записей», в которой описывается правление японской царицы Химико.